# Кравченко Микита Якович
Мики́та Я́кович Кра́вченко (нар. 14 червня 1997, Зугрес, Донецька область, Україна) — український футболіст, правий захисник «Олександрії».

## Кар'єра гравця
У ДЮФЛ грав у складі команди академії донецького «Шахтаря». У 2011 році продовжив навчання в спортивній школі маріупольського «Іллічівця». Після завершення навчання був зарахований в юнацьку команду «приазовців». Сезон 2014/15 років футболіст починав в команді U-19, але вже восени став гравцем молодіжного складу, а наступної весни дебютував і в Прем'єр-лізі. 18 квітня 2015 року в домашньому матчі проти донецького «Металурга» Кравченко на 90-й хвилині замінив Дмитра Скоблова, ставши 227-им гравцем маріупольців, який коли-небудь виступав у Прем'єр-лізі та сьомим футболістом з прізвищем «Кравченко» в історії чемпіонатів України. Наступного разу в головній команді маріупольців молодий футболіст зіграв в останньому турі чемпіонату проти ще одного донецького клубу — «Олімпіка», вийшовши на поле після перерви замість Максима Ілюка.
У липні 2015 року підписав контракт з київським «Динамо». Дебютував за юнацьку команду «біло-синіх» 1 серпня 2015 року в першому турі чемпіонату U-19 проти «Олександрії» (0:1). А за першу команду дебютував 26 квітня 2017 року в Кубку України проти «Миколаєва» (4:0), коли вийшов на заміну Віторіну Антунешу на 69-й хвилині. Так і не пробившись до стартового складу, Кравченко зіграв за столичну команду лише 3 гри у чемпіонаті і одну в кубку.
У січні 2020 року Микита був відданий в оренду в «Олімпік» (Донецьк), за який провів 12 поєдинків і зумів відзначитися однією результативною передачею. По завершенні сезону 2019/20 орендна угода, на правах якого Микита виступав за Олімпік, підійшла до кінця і футболіст повернувся в розташування київського «Динамо». Втім вже за кілька днів Кравченко знову був відданий в оренду, цього разу в «Колос» (Ковалівка) до кінця сезону.
У сезоні 2021/22 грав на правах оренди за «Дніпро-1», після чого повернувся в «Динамо». У першій половині сезону 2022/23 Кравченко взяв участь лише у чотирьох офіційних матчах киян в усіх турнірах, сумарно провівши на полі 80 хвилин. Через це у лютому 2023 року був знову відданий в оренду у «Колос» (Ковалівка) до кінця року. По її завершенні приєднався до футбольного клубу «Полісся» (Житомир). Угода була розрахована на один рік та включало право викупу. Кравченко відіграв 15 матчів у всіх турнірах і віддав 2 асисти, після чого житомиряни вирішили не викупати контракт гравця.
У липні 2024 року «Динамо»та захисник розірвали контракт за взаємною згодою сторін, після чого Кравченко став гравцем «Олександрії», підписавши контракт до 31 травня 2026 року.

## Кар'єра в збірній
У 2016 році провів один матч за збірну України U-20.